# Giarole
Giarole (Giaròli in piemontese) è un comune italiano di 702 abitanti della provincia di Alessandria, in Piemonte, situato a 15 km a sud-est di Casale Monferrato.

## Origini del nome
Il nome di Giarole viene dal latino glarea ("ghiaia"), in dialetto giàra o geriola.

## Storia
Il primo nucleo dell'abitato di Giarole sorgeva nei pressi del torrente Grana, nell'area compresa tra l'attuale chiesa di San Pietro ed il locale cimitero. A partire dal XII secolo, ad ogni modo, con l'erezione del castello dei Sannazzaro, le abitazioni vennero costruite sempre più a ridosso della fortificazione per ragioni di sicurezza.

### Simboli
Lo stemma e il gonfalone del comune di Giarole sono stati concessi con decreto del presidente della Repubblica del 19 gennaio 1976.
Nello stemma è raffigurata, in campo verde, una cornucopia d'oro, ricolma di frutti d'argento, accompagnata nel cantone sinistro del capo da una torre merlata alla guelfa, anch'essa d'argento.
Il gonfalone è un drappo partito di bianco e di giallo.

## Monumenti e luoghi d'interesse

### Castello Sannazzaro

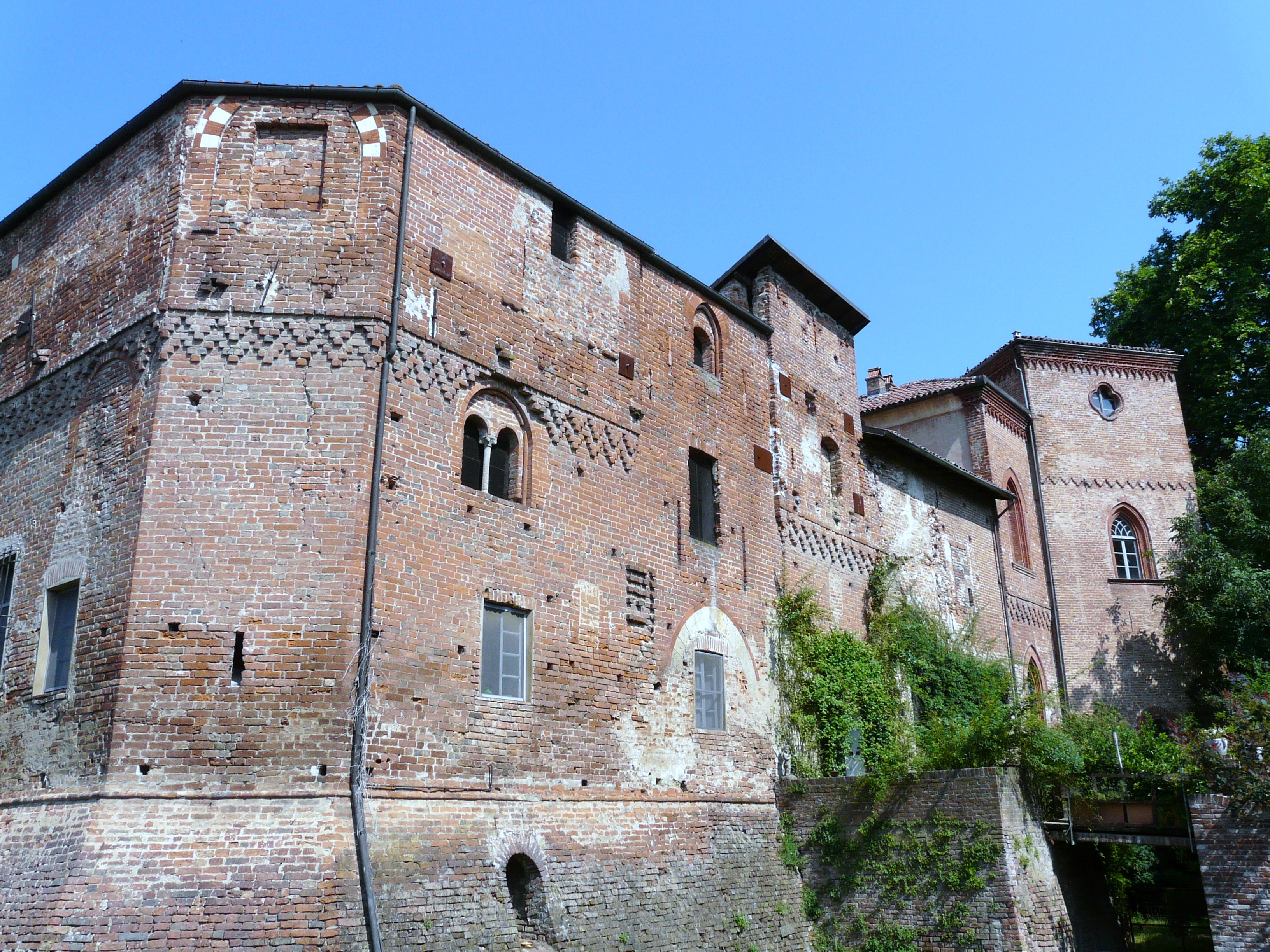
Veduta del Castello.jpg

- Il castello dei conti Sannazzaro[6], voluto da Federico Barbarossa nel XII secolo. Trasformato in residenza di campagna (1854) in stile neogotico e neorinascimentale, conserva importanti sotterranei; è  circondato da un bel parco; ha una cappella dove è posta una pala del Moncalvo. Il maniero fa parte del sistema dei "Castelli Aperti" del Piemonte, è aperto al pubblico per visite guidate e offre soggiorni.

### Chiesa parrocchiale
- La chiesa parrocchiale di San Pietro Apostolo venne costruita tra il 1836 e il 1840 al posto della precedente chiesa di San Sebastiano[7].

## Società

### Evoluzione demografica
Abitanti censiti

## Amministrazione
Di seguito è presentata una tabella relativa alle amministrazioni che si sono succedute in questo comune.
| Periodo        | Periodo        | Primo cittadino | Partito                                | Carica  | Note  |
| -------------- | -------------- | --------------- | -------------------------------------- | ------- | ----- |
| 6 giugno 1985  | 1º giugno 1990 | Luciano Nebbia  | Democrazia Cristiana                   | Sindaco | [ 9 ] |
| 1º giugno 1990 | 24 aprile 1995 | Luciano Nebbia  | Democrazia Cristiana                   | Sindaco | [ 9 ] |
| 24 aprile 1995 | 14 giugno 1999 | Luciano Nebbia  | centro                                 | Sindaco | [ 9 ] |
| 14 giugno 1999 | 14 giugno 2004 | Patrizia Gerbi  | lista civica                           | Sindaco | [ 9 ] |
| 14 giugno 2004 | 8 giugno 2009  | Renata Zecchino | lista civica                           | Sindaco | [ 9 ] |
| 8 giugno 2009  | 25 maggio 2014 | Renata Zecchino | lista civica: per il futuro di Giarole | Sindaco | [ 9 ] |
| 25 maggio 2014 | 26 maggio 2019 | Giuseppe Pavese | lista civica: Uniti per Giarole        | Sindaco | [ 9 ] |
| 26 maggio 2019 | 9 giugno 2024  | Giuseppe Pavese | lista civica: Uniti per Giarole        | Sindaco | [ 9 ] |
| 9 giugno 2024  | in carica      | Giuseppe Pavese | lista civica: Uniti per Giarole        | Sindaco | [ 9 ] |